# Michele D'Anca
Michele D'Anca (Bologna, 27 gennaio 1963) è un attore, regista, sceneggiatore e doppiatore italiano.

## Biografia
Michele D’Anca è un attore, regista e sceneggiatore italiano. Nato a Bologna e residente a Roma, debutta nel 1981 con Grandi firme anni '30, musical televisivo trasmesso da Rai 3. Dopo questa esperienza, studia recitazione presso la Scuola di Teatro diretta da Giovanni B. Diotaiuti e nel 1985 consegue il diploma in recitazione presso l'Accademia Nazionale d'Arte Drammatica "Silvio d'Amico".
Debutta in teatro con Il sogno di August Strindberg per la regia di Luca Ronconi. Partecipa a numerosi stages di formazione, tra cui quelli con John Strasberg, figlio di Lee Strasberg, e con i docenti dell'Accademia Russa d'Arte Teatrale (GITIS). Dal 1985 al 2001 recita in modo continuativo sui palcoscenici dei maggiori teatri italiani. L’ultima interpretazione teatrale risale al 2001, con Zio Vanja di Anton Čechov.
Parallelamente all’attività teatrale, dal 1998 lavora in numerose produzioni televisive, tra cui Incantesimo, Ricominciare, La squadra, E poi c'è Filippo, Caterina e le sue figlie, Il maresciallo Rocca, Provaci ancora prof!, Il generale Dalla Chiesa, Don Matteo.
Per il cinema partecipa nel 1999 al film Li chiamarono... briganti! di Pasquale Squitieri.   Nello stesso anno inizia a lavorare anche nel doppiaggio.
Nel 2009 prende parte alla miniserie Caccia al Re - La narcotici, diretta da Michele Soavi.  Dal 2010 al 2016 è nel cast principale di CentoVetrine, dove interpreta il ruolo di Sebastian Castelli.
Dopo questa esperienza si concentra su progetti di cinema indipendente e formazione attoriale, avviando anche l’attività di sceneggiatore e regista.
Nel 2023 segue i lavori del corso di sceneggiatura “Leo Benvenuti” promosso dall’Associazione Nazionale Autori Cinematografici (ANAC).
Nello stesso anno riceve una Menzione d’Onore al Premio Internazionale Letteratura Italiana Contemporanea per la sceneggiatura del cortometraggio Secchione! , e vince la prima sessione del Bando Cortometraggi NUOVOIMAIE con Distress Call. Il progetto L’Ultimo Reporter vince invece la seconda sessione dello stesso bando.
Successivamente, vince il premio per la Migliore Sceneggiatura per Cortometraggio al Rome Independent Film Festival (RIFF AWARDS) con L’Ultimo Reporter.
Debutta alla regia cinematografica nel 2024 con Distress Call, di cui è anche autore del soggetto e della sceneggiatura. Il cortometraggio è stato selezionato e ha vinto premi in numerosi festival nazionali e internazionali.
Nel 2024 dirige anche il suo secondo cortometraggio, L’Ultimo Reporter, attualmente in distribuzione.

## Teatro
- Zio Vanja, regia di Riccardo Cavallo (2001)
- Memorie di un Castello, regia di Riccardo Cavallo (1999)
- L'ombra di Traiano - Una notte romana, regia di Roberto Marafante (1999)
- Decamerone, regia di Augusto Zucchi (1998)
- Cyrano de Bergerac, regia di Maurizio Scaparro (1996)
- Re Lear, regia di Luca Ronconi (1994)
- La signora delle camelie, regia di Giuseppe Patroni Griffi (1992)
- Edipo re, regia di Giancarlo Sepe (1992)
- Processo a Gesù, regia di Giancarlo Sepe (1990)
- Il purgatorio, regia di Federico Tiezzi (1989)
- La coscienza di Zeno, regia di Egisto Marcucci (1987)
- The Fairy Queen di Henry Purcell, tratta dal Sogno di una notte di mezza estate, regia di Luca Ronconi (1987)
- Morte di un commesso viaggiatore, regia di Marco Sciaccaluga (1986)
- Tutto per bene, regia di Giulio Bosetti (1985)
- Le vergini di Norimberga, regia di Aldo Trionfo (1985)
- Lumie di Sicilia, regia di Daniela Ardini (1985)
- Il cavaliere dal pestello ardente, regia di Daniela Ardini (1985)
- La vita è un sogno, regia di Daniela Ardini (1984)
- Gian Gabriel Borkman, regia di Marisa Fabbri (1984)
- Il sogno, regia di Luca Ronconi (1983)
- Baccanti, regia di Marisa Fabbri (1983)
- Così è se vi pare, regia di Mario Ferrero (1983)
- Aminta, regia di Mario Ferrero (1983)
- Oreste, regia di Mario Ferrero (1983)
- Cirano, regia di Valentino Orfeo (1982)

## Filmografia

### Cinema
- Li chiamarono... briganti!, regia di Pasquale Squitieri (1999)

### Cortometraggi

#### Regista, sceneggiatore e attore
- L’Ultimo Reporter, regia di Michele D'Anca (2024) in post-produzione
- Distress Call, regia di Michele D'Anca (2024) in distribuzione

#### Attore
- ANTI, regia di Luigi Di Domenico (2021) [3]
- La roccia da scalare - Video Contest, filmmaker Mario Parruccini (2020)
- Tre pistole e un gatto, regia di Giuseppe Lo Cascio e Alessia Buscarino (2019)
- Cuore nero, regia di Giuseppe Lo Cascio (2006)

### Televisione
- A.L.I.C.E., regia di Mario Parruccini - Web Serie (2019) [4]
- Caccia al Re - La narcotici, regia di Michele Soavi - Miniserie TV (2011)
- Fratelli Detective, regia di Rossella Izzo (2010)
- CentoVetrine, registi vari - Soap opera - Ruolo: Sebastian Castelli (2010-2015)
- Don Matteo 6 - Episodio: I segreti degli altri, regia di Elisabetta Marchetti (2008)
- Il generale Dalla Chiesa, regia di Giorgio Capitani (2007)
- Provaci ancora prof 2, regia di Rossella Izzo (2007)
- E poi c'è Filippo, regia di Maurizio Ponzi (2006)
- Il maresciallo Rocca 5, regia di Giorgio Capitani (2005)
- Carabinieri - Sotto copertura, regia di Raffaele Mertes (2005)
- Caterina e le sue figlie, regia di Fabio Jephcott (2005)
- La squadra 3, registi vari (2002)
- Ricominciare, registi vari - Soap opera - Ruolo: Riccardo Vallesi (2000-2001)
- Incantesimo 3, regia di Alessandro Cane e Tomaso Sherman (2000)
- La strada segreta, regia di Claudio Sestieri (1998)
- The Fifth Missile, regia di Larry Peerce (1986)
- Grandi firme anni '30, regia di Mauro Severino - Musical televisivo (1981)

## Doppiaggio

### Film
- David Schofield in Pirati dei Caraibi - La maledizione del forziere fantasma [5], Pirati dei Caraibi - Ai confini del mondo [6]
- Jacob Bricksson in Uomini che odiano le donne, La ragazza che giocava con il fuoco, La regina dei castelli di carta
- Leslie Simpson in Doomsday - Il giorno del giudizio [7]
- David Conrad in 2 single a nozze - Wedding Crashers [8]
- Ethan S. Smith in Natale a Miami [9]
- Matt Holland in The Day After Tomorrow - L'alba del giorno dopo [10]
- Roberto Molo in Agents secrets [11]
- Marton Csokas in The Bourne Supremacy [12]
- Philippe Katerine in Incontri d'amore [13]
- Jay Charan in Inside Man [14]
- Sayed Badreya in Insider - Dietro la verità [15]
- Hugh Dillon in Assault on Precinct 13
- Massimiliano Furlan in Bad Boys for Life
- Jason New in Midway
- Joel Bissonette in Zodiac
- Edward Baker Duly in Così facile da amare
- Jeff Krebs in Inserzione pericolosa 2
- Aleksandar Mikic in La promessa dell'assassino [16]
- David Thornton in Romance & Cigarettes
- Yianni Digaletos in Romance & Cigarettes
- Chris Burroughs in Sideways - In viaggio con Jack
- James Gleason in American Dreamz
- Russell Richardson in Tigerland
- Mark Ivanir in Heart of Stone
- Will Forte in Doggy Style - Quei bravi randagi

### Serie televisive
- Riefenstein Dietmar in Jack Hunter e il tesoro perduto di Ugarit, Jack Hunter e la ricerca della tomba di Akhenaton, Jack Hunter e la stella del cielo
- Cem Bender in La ragazza e l'ufficiale, Tradimento [17]
- Yiğit Özşener in Brave and Beautiful
- Hüseyin Baylan in Yargi: Family Secrets
- Bengtsson Bjorn in The Last Kingdom
- Armin Schlagwein in Tempesta d'amore
- Kevin Durand in Lost[18] (st. 4)
- Larry Sullivan in CSI - Scena del crimine (ep. 4x07, 5x06, 5x17, 5x22, st. 6, 8)
- Jason Calder in Stargate: L'arca della verità
- Moe Irvin in Grey's Anatomy
- Keith Sellon Wright in Alias
- Josh Holloway in NCIS - Unità anticrimine
- Matthew Rauch in Bull
- Eugene Osborne Smith e John McEnroe in 30 Rock
- Jared Keeso in Falling Skies
- Aaron Pedersen in BlackJack
- Jason Peck in Roswell [19]
- Andrew Jackson in The Collector
- Josh Berry in Wildfire

### Animazione
- Imoli in Hunter × Hunter
- Dick in Last Exile
- Security A in RahXephon
- Dottore in Tokyo Godfathers
- Padre in Kong re dei primati
- Luogotenente Omacato in Ergo Proxy

## Riconoscimenti
- 2025 –  Briganti Film Festival - Selezione Ufficiale, per  Distress Call [20]
- 2025 –  Vision Film Festival - Premio Miglior Esordio alla Regia, per  Distress Call [21]
- 2025 –  Colonnella Film Festival - Finalista, per  Distress Call [22]
- 2024 –  Capri Hollywood International Film Festival - Selezione Ufficiale, per  Distress Call [23]
- 2024 –  Punto Di Vista Film Festival  - Finalista e Premio Miglior Attore, per  Distress Call [24]
- 2024 –  Asti International Film Festival - Selezione Ufficiale, per  Distress Call [25]
- 2024 –  accordi @ DISACCORDI International Short Film Festival - Finalista, per  Distress Call
- 2024 –  FIFF Fano International Film Festival  - Menzione Speciale della Giuria, per  Distress Call [26]
- 2024 –  TIFF Tirana International Film Festival - Panorama Competition, per  Distress Call [27]
- 2023 – VINCE AWARDS Premio Vincenzo Crocitti International
- 2023 – Vincitore del Bando Cortometraggi NUOVO IMAIE 2a sessione con la sceneggiatura di L'Ultimo Reporter
- 2023 – RIFF AWARDS Rome Independent Film Festival - Migliore Sceneggiatura di cortometraggio, per L'Ultimo Reporter [28]
- 2023 – Vincitore del Bando Cortometraggi NUOVO IMAIE 1a sessione con la sceneggiatura di Distress Call [28]
- 2023 – Premio Internazionale Letteratura Italiana - Menzione d'Onore - Sceneggiature cortometraggi, per Secchione! [1]
- 2015 – Social Film Festival ArTelesia, per la trentennale attività nel mondo del cinema [29]
- 2014 – Napoli Cultural Classic - Premio all'eccellenza nella fiction
- 2014 – Galà dell'Arte per la Ricerca - Premio all'eccellenza nella soap opera [30]